# Klamp
Klamp település Németországban, Schleswig-Holstein tartományban. Lakosainak száma 615 fő (2023. december 31.).

## Népesség
A település népességének változása:
| Lakosok száma | 628  | 664  | 655  | 636  | 636  | 615  |
|               | 1975 | 2017 | 2019 | 2021 | 2022 | 2023 |